# Carolina Hoffmann
Carolina Hoffmann (* 18. November 1992 in Thaining) ist eine deutsche Schauspielerin. 

## Werdegang
Carolina Hoffmann wurde 1992 im bayrischen Thaining geboren. Als Schülerin spielte sie regelmäßig im Schultheater Fuchstal. Nach der Schule absolvierte sie von 2009 bis 2012 die Internationale Schule für Schauspiel und Acting (ISSA) in München. 2013 bekam sie die Hauptrolle der „Susanne Bauer“ im Kinofilm Illusion unter der Regie von Roland Reber. Nach kleineren Auftritten in Kurzfilmen, Werbespots und Fernsehserien folgte 2017 die Hauptrolle in dem deutschen Horrorfilm Alice: The Darkest Hour unter der Regie von Michael Effenberger.

## Filmographie
- 2013: Illusion
- 2013: Verloren (Kurzfilm)
- 2015: Der Test (Kurzfilm)
- 2017: Aufprall (Kurzfilm)
- 2018: Alice: The Darkest Hour